# El amateur (película de 1979)
El amateur (conocida también como El aficionado y titulada Camera Buff en inglés y Amator en la versión original polaca) es una película psicológica producida en Polonia en el año 1979. Es la segunda película escrita y dirigida por el director Krzysztof Kieślowski, y es una de las obras más destacadas en la categoría del cine de la agitación moral polaco. Es una historia simple de un hombre sencillo, narrada de manera magistral. Desde su estreno despertó mucho interés en el público. Los temas tratados, como el papel y lugar del arte en el mundo, el límite de la valentía y la responsabilidad en la vida social, fueron la respuesta de Kieślowski a la ansiedad que había en Polonia a finales de los años 70.

## Sinopsis
El protagonista, Filip Mosz (Jerzy Stuhr) es un obrero de una ciudad pequeña. El momento crucial de su vida es la compra de la cámara de cine en 8mm para aficionados. Al principio su intención es filmar el nacimiento y la evolución de su hija, pero poco a poco va dejando el proyecto inicial, porque obtiene una oferta de su lugar de trabajo para grabar una película con el motivo del vigesimoquinto aniversario de la empresa. Su película logra un éxito, lo que le inspira para dedicarse completamente al cine. La cámara se convierte en una herramienta para mostrar el mundo tal y como es. En sus creaciones aparecen fábricas, obreros, poblaciones, recuerdos, relaciones de poder y trabajo. El desarrollo artístico de Filip, su pasión y su nueva mirada es más fuerte que cualquier otra cosa, lo que incluye también a sus relaciones con el jefe o su familia.

## Reparto
- Jerzy Stuhr como Filip Mosz.
- Małgorzata Ząbkowska como Irka, la mujer de Filip.
- Ewa Pokas como Anna Włodarczyk.
- Stefan Czyżewski como el director de la fábrica.
- Jerzy Nowak como Stanisław Osuch, el jefe de Filip.
- Tadeusz Bradecki como Witek Jachowicz, el amigo de Filip.
- Marek Litewka como Piotrek Krawczyk, el vecino de Filip.
- Bogusław Sobczuk como Kędzierski, el redactor.
- Krzysztof Zanussi como él mismo.

## Galardones
Festival Internacional de Cine de Moscú (1979)
- El premio FIPRESCI
- La Medalla de Oro

Koszalin KSF ¨Mlodzi i Film¨ (1979)
- El premio del público al mejor actor para Jerzy Stuhr
- El premio ¨Jantar¨ por tratar el tema de los adolescentes desde la perspectiva de la moralidad e intelectualidad.

Festival del Filme Polaco de Gdynia (hasta 1986 Gdansk) (1979)
- Grand Prix (El Gran Premio del Jurado ¨Zlote Lwy¨)
- El premio al mejor actor para Jerzy Stuhr

Internacional Film Festival de Lublin (1979)
- El premio del público

Festival Internacional de Cine de Berlín (1980)
- El premio INTERFILM (jurado internacional evangélico)

Los premios de la revista ¨FILM¨ (1980)
- El mejor debut

Festival Internacional de Cine de Chicago (1980)
- Grand Prix ¨Gold Hugo¨